# Diocesi di Churchill-Baia di Hudson
La diocesi di Churchill-Baia di Hudson (in latino Dioecesis Churchillpolitana-Sinus de Hudson) è una sede della Chiesa cattolica in Canada suffraganea dell'arcidiocesi di Keewatin-Le Pas. Nel 2021 contava 11.270 battezzati su 39.353 abitanti. È retta dal vescovo Anthony Wieslaw Krótki, O.M.I.

## Territorio
La diocesi comprende il territorio della Baia di Hudson e altri territori nelle province canadesi del Manitoba e di Nunavut.
Sede vescovile è la città di Churchill, dove si trova la cattedrale dei Santi Martiri Canadesi e della Regina dei Martiri.
Il territorio è immenso: copre una superficie di 2.300.000 km², suddivisa in 19 parrocchie.

## Storia
La prefettura apostolica della Baia di Hudson fu eretta il 15 luglio 1925 con il breve Divini verbi di papa Pio XI, ricavandone il territorio dal vicariato apostolico di Keewatin (oggi arcidiocesi di Keewatin-Le Pas).
Il 21 dicembre 1931 la prefettura apostolica fu elevata a vicariato apostolico con il breve Supremum officium dello stesso papa Pio XI.
Il 13 gennaio 1940 si ingrandì per effetto del decreto Vicarius Apostolicus della Sacra Congregazione per la Propagazione della Fede, incorporando una porzione del territorio del vicariato apostolico di Keewatin.
Il 13 luglio 1945 cedette una porzione del suo territorio a vantaggio dell'erezione della prefettura apostolica del Labrador, da cui deriverà la diocesi di Labrador City-Schefferville, oggi soppressa.
Il 13 luglio 1967 il vicariato apostolico è stato elevato a diocesi in forza della bolla Adsiduo perducti di papa Paolo VI, assumendo il nome di diocesi di Churchill.
Il 29 gennaio 1968 ha assunto il nome attuale in forza del decreto Cum Excellentissimus della Congregazione per l'Evangelizzazione dei Popoli.
Il 25 gennaio 2016 la diocesi è passata dalla giurisdizione della Congregazione per l'Evangelizzazione dei Popoli alla giurisdizione della Congregazione per i Vescovi.

## Cronotassi dei vescovi
Si omettono i periodi di sede vacante non superiori ai 2 anni o non storicamente accertati.
- Louis-Eugène-Arsène Turquetil, O.M.I. † (15 luglio 1925 - 18 dicembre 1942 dimesso)
- Marc Lacroix, O.M.I. † (18 dicembre 1942 - 25 ottobre 1968 dimesso[3])
- Omer Alfred Robidoux, O.M.I. † (7 marzo 1970 - 12 novembre 1986 deceduto)
- Reynald Rouleau, O.M.I. (15 maggio 1987 - 16 febbraio 2013 ritirato)
- Anthony Wieslaw Krótki, O.M.I., dal 16 febbraio 2013

## Statistiche
La diocesi nel 2021 su una popolazione di 39.353 persone contava 11.270 battezzati, corrispondenti al 28,6% del totale.
| anno | popolazione | popolazione | popolazione | presbiteri | presbiteri | presbiteri | presbiteri                | diaconi | religiosi | religiosi | parrocchie |
| anno | battezzati  | totale      | %           | numero     | secolari   | regolari   | battezzati per presbitero | diaconi | uomini    | donne     | parrocchie |
| ---- | ----------- | ----------- | ----------- | ---------- | ---------- | ---------- | ------------------------- | ------- | --------- | --------- | ---------- |
| 1950 | 1.135       | 7.782       | 14,6        | 25         | 25         |            | 45                        |         | 31        | 6         | 10         |
| 1966 | 2.782       | 12.456      | 22,3        | 21         |            | 21         | 132                       |         | 28        | 14        | 14         |
| 1970 | 3.440       | 14.314      | 24,0        | 22         |            | 22         | 156                       |         | 28        | 12        |            |
| 1976 | 4.800       | 19.200      | 25,0        | 24         | 1          | 23         | 200                       |         | 29        | 14        | 22         |
| 1980 | 5.100       | 20.000      | 25,5        | 19         |            | 19         | 268                       |         | 23        | 10        | 23         |
| 1990 | 4.560       | 20.840      | 21,9        | 16         | 1          | 15         | 285                       |         | 17        | 10        | 18         |
| 1999 | 6.850       | 23.500      | 29,1        | 9          | 1          | 8          | 761                       |         | 9         | 7         | 18         |
| 2000 | 7.030       | 24.150      | 29,1        | 7          |            | 7          | 1.004                     |         | 9         | 5         | 18         |
| 2001 | 7.170       | 24.780      | 28,9        | 6          |            | 6          | 1.195                     |         | 7         | 2         | 18         |
| 2002 | 7.470       | 26.280      | 28,4        | 7          |            | 7          | 1.067                     |         | 7         | 2         | 18         |
| 2003 | 7.800       | 27.000      | 28,9        | ?          |            | ?          | ?                         | 1       | 1         | 2         | 17         |
| 2004 | 7.950       | 27.500      | 28,9        | 7          |            | 7          | 1.135                     | 1       | 8         | 2         | 17         |
| 2006 | 8.300       | 28.900      | 28,7        | 7          |            | 7          | 1.185                     |         | 7         | 1         | 17         |
| 2013 | 10.000      | 35.200      | 28,4        | 9          | 2          | 7          | 1.111                     | 1       | 7         | 3         | 16         |
| 2016 | 10.217      | 36.000      | 28,4        | 11         | 4          | 7          | 928                       | 1       | 7         | 2         | 22         |
| 2019 | 10.863      | 37.900      | 28,7        | 2          |            | 2          | 5.431                     | 1       | 1         | 2         | 31         |
| 2021 | 11.270      | 39.353      | 28,6        | 9          | 3          | 6          | 1.252                     | 1       | 7         | 2         | 19         |